# Бољаре (Власотинце)
Бољаре је насеље у Србији у општини Власотинце у Јабланичком округу. Према попису из 2022. било је 794 становника.
Овде се налази Запис крст (Бољаре).

## Прошлост и легенде
По усменим казивањима први насељеници села Бољаре су приликом насељавања заузимали бољу земљу, па су према таквим богатим земљопоседницима названи Бољари, а само насеље према тој легенди добило име Бољаре.
Турски господар Бег живео је у својој кући уз поток. Његов адјутант питао га је како да се назове ово место - а господар Бег је рекао - ово село ће да крстиш према господару, па је његов ађутант место крстио Бољаре.
Легенда је записана по казивањима Уроша Цекића (*1895).
Када је 1879. године пописан Власотиначки срез, у месту Бољаре било је стање: у 57 кућа живело је 323 становника, записано је 73 пореских глава, а писмено је било само седам мушкараца.

## Развој места
Село је смештено у заравни са десне стране реке Власине, на неколико километара узводно од Власотинца од кога га раздваја брдо Бели Камен. Изложено јужној страни, погодно је за живот, па је зато постало и најнасељеније место у XXI. веку горњег дела Повласиња. Асфалтни пут кроз село повезује га са Власотинцем на једној и Свођем на другој страни. Село је збијеног типа, електрифицирано, има водовод, телефон и кабловску телевизију. У селу постоји месна канцеларија општине Власотинце. Задружни дом је објекат где је некада био биоскоп, а у коме су у прошлости одржаване приредбе и игранке, сусрети села и такмичење певача аматера. Од трговине има неколико продавница и цвећара, а од савремених занатских радњи поједине за поправку аутомобила, белу технику и друго. У селу је некада постојала поткивачка и ковачка радња, а и столарска, шнајдерска и пинтерска радња. Данас су од тих класичних занатлија само остали називи фамилија. Такође постоји млин који држе крушевчани (Крушевица је село у близини). Село има бензиску пумпу.
1903. је Бољаре имало 15 кућа које су до 1910. биле покривене сламом. Касније су развој и продукција бољарске ћеремиде допринели да све куће имају кров од ћеремиде. Многи бољарци су били и ћиримџије.
Бољаре је било место где су се крчмила вина за планински кромпир. У размени за три килограма кромпира се добивао један литар вина по принципу ја теби кромпир, ти мени вино. Вино се касније пило на славама и свадбама у планинским селима власотиначког и црнотравског краја.
У Бољару клима погодује за развој виноградарства, воћарства и сточарства. Саде се и кукуруз и пшеница.
У селу постоји четвороразредна основна школа, а деца осмогодишњу основну школу похађају у селу Крушевица, а нека у Власотинцу. Поред школе постоји изграђен комплекс -спомен обележје- палим у ратовима и револуцијама за ослобођење у Првом и Другом светском рату. Некада је ту постојало дрво испод чије хладовине су се одмарали путници који су у караванима било са коњима или пешке ишли према планинским селима, а и данас постоји из тог времена чесма са водом. За време бивше Југославије су се ту стоварали вагони жутог кукуруза из бербе у Банату, с којим се прехрањивао народ у овом крају на почетку и средином XX. века. Ту испод Великог дрва-Миро спавало се и сневало о бољем животу. А постојала је и кафана код куће Љубе учитеља, где се и ноћило. Бољаре је једно од ретких села у Власотиначкој општини које нема негативан природни прираштај.

## Демографија
У насељу Бољаре живи 774 пунолетна становника, а просечна старост становништва износи 38,9 година (37,3 код мушкараца и 40,7 код жена). У насељу има 313 домаћинстава, а просечан број чланова по домаћинству је 3,14.
Ово насеље је великим делом насељено Србима (према попису из 2002. године), а у последња три пописа, примећен је пораст у броју становника.
|  |

| Демографија | Демографија | Демографија |
| Година      | Становника  | Становника  |
| ----------- | ----------- | ----------- |
| 1948.       | 640         |             |
| 1953.       | 700         |             |
| 1961.       | 714         |             |
| 1971.       | 681         |             |
| 1981.       | 740         |             |
| 1991.       | 795         | 795         |
| 2002.       | 983         | 987         |
| 2011.       | 1.004       |             |
| 2022.       | 794         |             |

| Етнички састав према попису из 2002.‍ | Етнички састав према попису из 2002.‍ | Етнички састав према попису из 2002.‍ | Етнички састав према попису из 2002.‍ | Етнички састав према попису из 2002.‍ |
| ------------------------------------ | ------------------------------------ | ------------------------------------ | ------------------------------------ | ------------------------------------ |
|                                      |                                      |                                      |                                      |                                      |
| Срби                                 | Срби                                 |                                      | 973                                  | 98,98%                               |
| Роми                                 | Роми                                 |                                      | 7                                    | 0,71%                                |
| Црногорци                            | Црногорци                            |                                      | 2                                    | 0,20%                                |
| Македонци                            | Македонци                            |                                      | 1                                    | 0,10%                                |

| Година пописа     | 1948. | 1953. | 1961. | 1971. | 1981. | 1991. | 2002. |
| ----------------- | ----- | ----- | ----- | ----- | ----- | ----- | ----- |
| Број домаћинстава | 130   | 135   | 150   | 185   | 209   | 246   | 313   |

| Број чланова      | 1  | 2  | 3  | 4  | 5  | 6  | 7 | 8 | 9 | 10 и више | Просек |
| ----------------- | -- | -- | -- | -- | -- | -- | - | - | - | --------- | ------ |
| Број домаћинстава | 51 | 76 | 51 | 80 | 27 | 25 | 2 | 1 | 0 | 0         | 3,14   |

| Пол    | Укупно | Неожењен/Неудата | Ожењен/Удата | Удовац/Удовица | Разведен/Разведена | Непознато |
| ------ | ------ | ---------------- | ------------ | -------------- | ------------------ | --------- |
| Мушки  | 411    | 104              | 281          | 22             | 4                  | 0         |
| Женски | 398    | 46               | 282          | 64             | 5                  | 1         |
| УКУПНО | 809    | 150              | 563          | 86             | 9                  | 1         |

| Пол    | Укупно                    | Пољопривреда, лов и шумарство | Рибарство                            | Вађење руде и камена | Прерађивачка индустрија       |
| ------ | ------------------------- | ----------------------------- | ------------------------------------ | -------------------- | ----------------------------- |
| Мушки  | 222                       | 10                            | 0                                    | 0                    | 51                            |
| Женски | 55                        | 6                             | 0                                    | 0                    | 24                            |
| УКУПНО | 277                       | 16                            | 0                                    | 0                    | 75                            |
| Пол    | Производња и снабдевање   | Грађевинарство                | Трговина                             | Хотели и ресторани   | Саобраћај, складиштење и везе |
| Мушки  | 6                         | 75                            | 13                                   | 3                    | 8                             |
| Женски | 1                         | 0                             | 14                                   | 1                    | 1                             |
| УКУПНО | 7                         | 75                            | 27                                   | 4                    | 9                             |
| Пол    | Финансијско посредовање   | Некретнине                    | Државна управа и одбрана             | Образовање           | Здравствени и социјални рад   |
| Мушки  | 0                         | 0                             | 6                                    | 9                    | 1                             |
| Женски | 0                         | 0                             | 2                                    | 2                    | 4                             |
| УКУПНО | 0                         | 0                             | 8                                    | 11                   | 5                             |
| Пол    | Остале услужне активности | Приватна домаћинства          | Екстериторијалне организације и тела | Непознато            | Непознато                     |
| Мушки  | 2                         | 0                             | 0                                    | 38                   | 38                            |
| Женски | 0                         | 0                             | 0                                    | 0                    | 0                             |
| УКУПНО | 2                         | 0                             | 0                                    | 38                   | 38                            |

### Становништво и генеалогија
По казивању учитеља Љубе Цветковића, рођеног бољарца, прво се у селу Бољаре населило седам породица са Косова, потомка косовских бољара - богаташа који су на велико поседовали земљу. По томе је вероватно и село добило назив Бољаре.
Пре два до три века фамилија Муслинци насељена је и y селу Линово код Љуберађе—Стојановић и Илић, Гарчинска пореклом из Јастребца -данашњи Миленковић и Митић, Цекинци из Брезовице, Гагричинска фамилија из Јастребца, Цветкова, Стојкова, Докинска, Пинтарска и Младеновска фамилија су са Косова.
Многи Бољарци живе у селу а раде у граду (Власотинцу). По професијама су међу Бољарцима репрезентовани судије, начелници власотиначке полиције (г. Коцић-звани Даса је један од познатијих), директори банака у Власотинцу, директори фабрика, радници, просветни радници, инжењери као и свештеници (познат је из старина поп Благоје).

## Спорт
Некада седамдесетих и осамдесетих година XX. века Бољаре је имало фудбалски клуб „Бољарац“, који се такмичио у општинској лиги. Али су познати локални фудбалер Цекић и његов отац ипак играли и за ФК Власину. Млади кошаркаши претежно играју за кошаркашке клубове из Власотинца. Фудбалско игралиште у Бољару је поплавила река Власина, а општинска фудбалска лига више непостоји. На том игралишту су игране утакмице локалних фудбалских клубова из Црнатова и Манастиришта, док нису тамо направљени локални стадиони.